# North American Soccer League 1972
Navigation
Édition précédente Édition suivante
La North American Soccer League 1972 est la cinquième édition de la North American Soccer League. Huit équipes (six provenant des États-Unis et deux du Canada) prennent part à la compétition. Comme dans d'autres compétitions organisées en Amérique (LNH ou NBA), il n'y a ni promotion, ni relégation, un système de franchises est mis en place.
Le 26 juin 1972, la NASL met en place une règle unique dans l'histoire du football : la Blue Line. Il s'agit d'une ligne tracée à 35 yards (32 mètres) du but et qui interdit à tout joueur en attaque de s'y trouver avant la réception d'un ballon (la règle est similaire au hors-jeu en hockey sur glace). La NASL est le seul championnat à utiliser cette règle, en dépit du refus de la FIFA d'approuver ce changement.
C'est le club du Cosmos de New York qui remporte cette édition en battant en finale les Stars de Saint-Louis.

## Les 8 franchises participantes
| Lancers de Rochester Cosmos de New York Metros de Toronto Olympique de Montréal Chiefs d'Atlanta Tornado de Dallas Stars de Saint-Louis Gatos de Miami |

| - Division Nord - Olympique de Montréal - Cosmos de New York - Lancers de Rochester - Metros de Toronto | - Division Sud - Chiefs d'Atlanta - Tornado de Dallas - Gatos de Miami (N) - Stars de Saint-Louis |

Le nouveau club présent cette saison sont les Gatos de Miami, qui est en fait le nouveau nom pris par la franchise des Washington Darts, à la suite de leur déménagement à Miami.

## Format
Les clubs sont répartis en 2 divisions géographiques.
Chacune des huit équipes affronte tous ses adversaires deux fois.
Les 2 premiers de chaque division sont qualifiés pour les séries éliminatoires.
Le barème des points est le suivant :
- Victoire : 6 points
- Match nul : 3 points
- Défaite : 0 point
- Un point de bonus est accordé par but marqué dans la limite de 3 buts par match.

## Saison régulière

### Classement des divisions

#### Division Nord
| Rang | Équipe                | Pts | J  | G | N | P | Bp | Bc | Diff | Bon |
| ---- | --------------------- | --- | -- | - | - | - | -- | -- | ---- | --- |
| 1    | Cosmos de New York    | 77  | 14 | 7 | 4 | 3 | 28 | 16 | +12  | 23  |
| 2    | Lancers de Rochester  | 64  | 14 | 6 | 3 | 5 | 20 | 22 | -2   | 19  |
| 3    | Olympique de Montréal | 57  | 14 | 4 | 5 | 5 | 19 | 20 | -1   | 18  |
| 4    | Metros de Toronto     | 53  | 14 | 4 | 4 | 6 | 18 | 22 | -4   | 17  |

- Qualification pour les demi-finales

#### Division Sud
| Rang | Équipe               | Pts | J  | G | N | P | Bp | Bc | Diff | Bon |
| ---- | -------------------- | --- | -- | - | - | - | -- | -- | ---- | --- |
| 1    | Stars de Saint-Louis | 69  | 14 | 7 | 3 | 4 | 20 | 14 | +6   | 18  |
| 2    | Tornado de Dallas T  | 60  | 14 | 6 | 3 | 5 | 15 | 12 | +3   | 15  |
| 3    | Chiefs d'Atlanta     | 56  | 14 | 5 | 3 | 6 | 19 | 18 | +1   | 17  |
| 4    | Gatos de Miami       | 44  | 14 | 3 | 3 | 8 | 17 | 32 | -15  | 17  |

- Qualification pour les demi-finales

T : Tenant du titre

### Résultats
Source : wildstat.com

#### Matchs intra-division
| Résultats (▼dom., ►ext.)                                   | MON | NY  | ROC | TOR |
| Olympique de Montréal                                      |     | 2-2 | 2-3 | 2-2 |
| Cosmos de New York                                         | 2-0 |     | 4-1 | 2-1 |
| Lancers de Rochester                                       | 2-4 | 1-1 |     | 1-1 |
| Metros de Toronto                                          | 0-3 | 1-1 | 1-2 |     |
| - Victoire à domicile - Match nul - Victoire à l'extérieur |     |     |     |     |

| Résultats (▼dom., ►ext.)                                   | ATL | DAL | MIA | SL  |
| Chiefs d'Atlanta                                           |     | 3-2 | 1-1 | 1-0 |
| Tornado de Dallas                                          | 3-0 |     | 0-0 | 0-1 |
| Gatos de Miami                                             | 1-5 | 3-0 |     | 2-0 |
| Stars de Saint-Louis                                       | 2-1 | 1-1 | 3-1 |     |
| - Victoire à domicile - Match nul - Victoire à l'extérieur |     |     |     |     |

#### Matchs inter-division
| Résultats (▼dom., ►ext.)                                   | ATL | DAL | MIA | SL  |
| Olympique de Montréal                                      | 0-3 | 0-0 | 2-2 | 1-1 |
| Cosmos de New York                                         | 4-2 | 1-0 | 6-1 | 3-3 |
| Lancers de Rochester                                       | 0-0 | 0-2 | 2-0 | 1-2 |
| Metros de Toronto                                          | 1-1 | 1-0 | 3-1 | 0-1 |
| - Victoire à domicile - Match nul - Victoire à l'extérieur |     |     |     |     |

| Résultats (▼dom., ►ext.)                                   | MON | NY  | ROC | TOR |
| Chiefs d'Atlanta                                           | 0-1 | 2-0 | 0-1 | 0-2 |
| Tornado de Dallas                                          | 2-1 | 1-0 | 2-1 | 2-0 |
| Gatos de Miami                                             | 1-0 | 0-2 | 3-4 | 1-4 |
| Stars de Saint-Louis                                       | 0-1 | 1-0 | 0-1 | 5-1 |
| - Victoire à domicile - Match nul - Victoire à l'extérieur |     |     |     |     |

## Séries éliminatoires

### Règlement
Les équipes championnes de division affrontent en demi-finales les équipes ayant fini deuxièmes de la division opposée. 
Les demi-finales et la finale se déroulent en un seul match chez l'équipe la mieux classée.

### Tableau
|  | Demi-finales                                                   | Demi-finales                             |                         |   | Finale NASL                              | Finale NASL                              |
|  | Demi-finales                                                   | Demi-finales                             |                         |   | Finale NASL                              | Finale NASL                              |
|  |                                                                |                                          |                         |   |                                          |                                          |
|  | 19 août 1972, Hofstra Stadium, Hempstead                       | 19 août 1972, Hofstra Stadium, Hempstead |                         |   | 26 août 1972, Hofstra Stadium, Hempstead | 26 août 1972, Hofstra Stadium, Hempstead |
|  | 19 août 1972, Hofstra Stadium, Hempstead                       | 19 août 1972, Hofstra Stadium, Hempstead |                         |   | 26 août 1972, Hofstra Stadium, Hempstead | 26 août 1972, Hofstra Stadium, Hempstead |
|  | (N1) Cosmos de New York                                        | 1                                        |                         |   | 26 août 1972, Hofstra Stadium, Hempstead | 26 août 1972, Hofstra Stadium, Hempstead |
|  | (N1) Cosmos de New York                                        | 1                                        |                         |   | 26 août 1972, Hofstra Stadium, Hempstead | 26 août 1972, Hofstra Stadium, Hempstead |
|  | (S2) Tornado de Dallas                                         | 0                                        |                         |   | 26 août 1972, Hofstra Stadium, Hempstead | 26 août 1972, Hofstra Stadium, Hempstead |
|  | (S2) Tornado de Dallas                                         | 0                                        | (N1) Cosmos de New York | 2 |                                          |                                          |
|  | 15 août 1972, Civic Center Busch Memorial Stadium, Saint-Louis |                                          | (N1) Cosmos de New York | 2 |                                          |                                          |
|  |                                                                | (S1) Stars de Saint-Louis                | 1                       |   |                                          |                                          |
|  | (S1) Stars de Saint-Louis                                      | (S1) Stars de Saint-Louis                | 1                       | 2 |                                          |                                          |
|  | (S1) Stars de Saint-Louis                                      |                                          |                         | 2 |                                          |                                          |
|  | (N2) Lancers de Rochester                                      | 0                                        |                         |   |                                          |                                          |
|  | (N2) Lancers de Rochester                                      | 0                                        |                         |   |                                          |                                          |

## Récompenses individuelles
| Trophée                            | Joueur            | Club                 |
| ---------------------------------- | ----------------- | -------------------- |
| Meilleur joueur (saison régulière) | Randy Horton      | Cosmos de New York   |
| Meilleur buteur                    | Randy Horton      | Cosmos de New York   |
| Meilleur rookie                    | Mike Winter       | Stars de Saint-Louis |
| Meilleur entraîneur                | Casey Frankiewicz | Stars de Saint-Louis |